# Naviglio (Della Foglia)
Naviglio è un dipinto di Mario Della Foglia. Eseguito nel 1938, appartiene alle collezioni d'arte della Fondazione Cariplo.

## Descrizione
Si tratta di una veduta milanese in cui convivono elementi cari a Novecento e vaghe reminiscenze scapigliate.

## Storia
Il dipinto venne esposto nel 1945 alla mostra allestita alla Galleria Italiana d'Arte di Milano e nel 1971 alla XXVII Mostra dell'Unione Italiana Vedove Artisti, tenuta a Pavia; in quell'occasione fu acquistato dalla Fondazione Cariplo. Nello stesso anno fu esposto nella retrospettiva dedicata all'autore presso la Galleria Bolzani di Milano.